# Strada statale 599 del Trasimeno Inferiore
La ex strada statale 599 del Trasimeno Inferiore (SS 599), ora strada regionale 599 del Trasimeno Inferiore (SR 599), era una strada statale italiana che attraversa il territorio della provincia di Perugia. Attualmente è classificata come strada regionale.

## Percorso
La strada ha origine dalla ex strada statale 75 bis del Trasimeno nei pressi di Magione e prosegue in direzione sud, avvicinandosi così al lago Trasimeno e costeggiandone la sponda sud-orientale. Si innesta infine sulla ex strada statale 71 Umbro Casentinese Romagnola nei pressi dell'ormai in disuso stazione di Panicale-Sanfatucchio, nel comune di Castiglione del Lago.

## Storia
Già contemplata nel piano generale delle strade aventi i requisiti di statale del 1959, è
solo col decreto del Ministro dei lavori pubblici del 16 luglio 1969 che viene elevata a rango di statale con i seguenti capisaldi d'itinerario: "Innesto strada statale n. 75 bis presso bivio Magione - S. Arcangelo - Panicarola - innesto strada statale n. 71 al km 94+500".
In seguito al decreto legislativo n. 112 del 1998, dal 2001, la gestione è passata dall'ANAS alla Regione Umbria che ha poi ulteriormente devoluto le competenze alla Provincia di Perugia mantenendone comunque la titolarità.